# Rorate Caeli

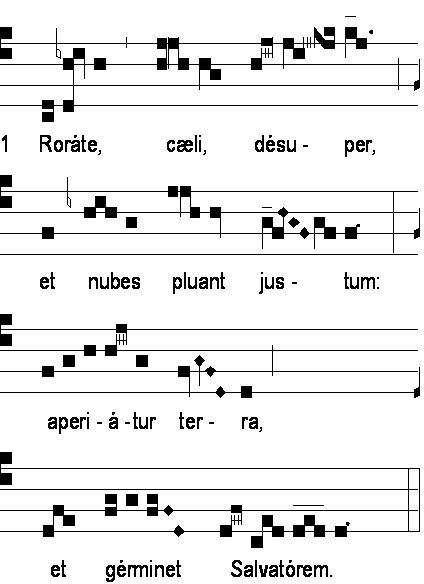
El introito gregoriano.

Rorate Caeli (o Rorate Coeli ), del Libro de Isaías (Isaías 45, 8), de la Vulgata, son las palabras iniciales de un texto usado en la liturgia católica y en la protestante (con menos frecuencia) durante el Adviento.

## Antecedentes
A menudo se emplea como canto llano en la Misa y en el Oficio Divino durante el Adviento, donde expresa los anhelos de los Patriarcas y Profetas, y simbólicamente de la Iglesia, por la venida del Mesías. A lo largo del Adviento ocurre diariamente como el versículo y la respuesta después del himno en Vísperas.
La Misa de Rorate tiene su nombre propio de la primera palabra del Introito (antífona de entrada): «Rorate caeli desuper et nubes pluant iustum» («Derramad el rocío, cielos, desde arriba, y  que las nubes lluevan sobre el justo»).
Antes de los cambios litúrgicos que siguieron al Concilio Vaticano II, esta misa se celebró muy temprano en la mañana todos los sábados. En algunas áreas, se celebró durante varios o incluso todos los días de la semana durante el Adviento (la Misa votiva de Nuestra Señora en Adviento).
La misa de Rorate es una misa votiva en honor a la Virgen María para la temporada de Adviento. Tiene una larga tradición en la Iglesia Católica, especialmente en las áreas de habla alemana. Las Misas tuvieron que comenzar en la mañana cuando todavía estaba oscuro debido al tiempo de invierno y se alumbraban a la luz de las velas.

## Adviento
El texto también se usa:
- Como el Introito para el cuarto domingo de Adviento, para el miércoles de Témporas de Adviento, para la fiesta de la Expectativa de la Santísima Virgen María el 18 de diciembre y para las Misas vótivas de la Santísima Virgen durante el Adviento en sábado.
- Como un versículo en el primer responsorio del martes en la primera semana de Adviento.
- Como la primera antífona en Laudes para el martes anterior a Navidad y la segunda antífona en Maitines de la Expectación de la Santísima Virgen.
- En el segundo responsorio para el viernes de la tercera semana de Adviento y en el quinto responsorio en Maitines de la Expectación de la Santísima Virgen.

En la Comunión Anglicana, Rorate Coeli está incluido en la música de Adviento (735 en el Himnario en inglés y 501 en el Himno en inglés nuevo).
- Datos: Q938505
- Multimedia: Rorate Coeli / Q938505